# SQ3R
 Con l'acronimo SQ3R (o SQRRR) si indica un metodo di studio o un sistema combinato di lettura-studio, che può migliorare la concentrazione, la comprensione e la memoria.

## Descrizione
Le cinque fasi che costituiscono il metodo sono:
- S - Survey, osservazione preliminare. Si tratta di una pre-lettura veloce alla ricerca di indizi sul significato globale del testo che si dovrà studiare. Una sorta di skimming finalizzato a stabilire obiettivi, categorie e ambiti. La prelettura fornisce appunto quell'organizzazione preventiva che facilita l'interazione con il testo e l'attivazione di strategie metacognitive (attenzione selettiva, focalizzazione e programmazione funzionale). Importante anche l'impatto sull'atteggiamento psicologico del lettore che passa ad essere quello di una gestione intenzionale del testo.

- Q - Questions, formulazione di domande. Stabilire lo scopo della lettura è fondamentale per abituarsi a gestire la lettura come processo attivo di ricerca: in tal modo si ribalta il rapporto di dipendenza dal testo e si incrementa la possibilità di una comprensione del testo.

- R - Read, lettura. La lettura approfondita passa ad essere la III fase. In tal modo il lettore si è già fatto un'idea delle risposte che potrà trovare nel testo e ha già attivato gli anticipatori cognitivi adeguati.

- R - Recite/Recall, rielaborazione. Si tratta della riorganizzazione logica di quanto appreso (letto/studiato). È quindi una rielaborazione mentale rapida da effettuare con il sistema che si ritiene più congeniale (se pure è importante che il soggetto in fase di apprendimento sia messo in grado di gestire più di un sistema di rielaborazione e non ci si affidi unicamente al modello verbale).

- R - Review, revisione. Ormai il lettore possiede un contenuto cognitivo rielaborato di ciò che il testo trasmette: si tratta quindi di rivedere il testo per capire se qualcosa è andato indebitamente perso o se qualcosa appare impreciso.

## Storia
Il metodo SQ3R è diffuso nel mondo anglosassone da diversi decenni, dove fu introdotto da Francis Pleasant Robinson nel 1946, nel suo libro Effective Study.